# Voodoo Church
Voodoo Church es una banda de deathrock formada en California, Estados Unidos, en 1982, siendo una de las pioneras en el movimiento gótico del deathrock junto a Christian Death y Super Heroines. 
Durante ese primer período de 1982, lanzaron un EP que les proporcionó una buena cantidad de seguidores, a pesar de haber producido tan solamente 1000 copias de éste. La banda se disolvió poco después, la agrupación por ese entonces estaba compuesta por Tina Winters (Voz), Bob Reimer (Guitarra) , Shadow (Guitarra rítmica), Jeff Porter (Bajo) y Chris (Batería).

## Historia
Voodoo Church nació en la escena musical de Los Ángeles a inicio de los años 80 y aunque han pasado por muchos cambios a lo largo de su larga trayectoria, todavía puede reclamar el título de ser una de las bandas góticas fundamentales. Todo comenzó, cuando "Tina Winter" guardó su batería para tocar el bajo y cantar con algunos amigos, esa fue la semilla que germinó posteriormente en Voodoo Church, mas sin embargo, se necesitaron algunos cambios en los miembros de la banda, formándose la alineación con "Bob Reimer" en la guitarra, "Shadow" en la guitarra rítmica, "Jeff Porter" en el Bajo y "Chris" en la batería, encontrándose así finalmente, el sonido correcto; posteriormente la nueva alineación fue perfecta, y entonces, Tina pudo crear su propio sonido y la banda luego rápidamente entró en el estudio para grabar su primer "EP" homónimo, "Voodo Church".
El "EP" fue grabado en septiembre de 1982 en Harlequin Studios en California y fue diseñado por Gary "The Crusher" Dulac. La foto de la banda y el empaque del álbum fueron creados por el famoso fotógrafo Ed Colver. Un amigo personal de la banda, Mike Benoit, diseñó la portada interior, que contiene la letra de las canciones, finalmente el disco salió a la vente en diciembre de 1982, con un total de cuatro canciones, escritas por Tina Winter y Bob Reimer, a lo cual, luego le siguíeron varios shows exitosos.
El disco de 12 pulgadas fue lanzado en vinilo transparente “Blood Red” y después del lanzamiento hubo una firma de la banda en la famosa tienda Vinyl Fetish en Hollywood, California. Voodoo Church luego tocó en innumerables espectáculos en todo el sur de California antes de la pausa de la banda a finales de 1983. Durante esta pausa, Tina Winter y Bob Reimer tuvieron un breve proyecto paralelo en el que escribieron y grabaron dos canciones; "Egypt" y "Cry For You" bajo el nombre de Primal Voices, y nunca fue lanzado. "Egypt" fue posteriormente reelaborada y se convirtió en la canción "Once Upon ...", y se incluye en su álbum "Eminence of Demons".
Durante los años siguientes la cantante, Tina Winter, recibió numerosos correos de los fanes que le animaron a reagrupar a la banda y finalmente, tras un larguísimo silencio de 22 años, en 2004, lanzaron a través de Strobelight Records su primer álbum, titulado "Unholy Burial". La agrupación era aquí la siguiente:
Tina Winter: Voz
Randall Cole: Bajo/Guitarra
Brian Elizondo: Guitarra
Tony Havoc: Batería
De 2006 a 2009 la banda cambió ligeramente su alineación y estuvo trabajando en el que sería su segundo disco de estudio, Eminence Of Demons", publicado en 2009. Para entonces la formación consistía en:
Tina Winter: Voz
Rob Reimer: Guitarra
Randall Cole: Guitarra, Bajo, Batería and Programaciones
Rikk Agnew Christian Death: Guitarra Adicional
Danny Canzonieri: Bajo Adicional
Ashes: Bajo Adicional

## Discografía

#### EP
- Voo-Doo Church - 1982

#### Álbumes
- Unholy Burial" - 2004
- "Eminence Of Demons" - 2009